# Neide Aparecida
Neide Aparecida da Silva (São Paulo, 25 de fevereiro de 1937) é uma apresentadora, atriz, locutora, narradora, radialista, modelo e garota-propaganda brasileira. 
Ficou conhecida por ser uma das principais garotas-propaganda do pais no inicio da televisão brasileira, desde que estreou em 1951 na TV Tupi Rio de Janeiro. Aliás, foi a primeira contratação da emissora. No princípio os anúncios dos patrocinadores eram feitos "ao vivo" e isso tornou conhecidas muitas atrizes da época que apresentavam os produtos. Com o início dos comerciais gravados, as garotas-propaganda deixaram de aparecer, mas Neide continuou na TV como apresentadora de programas infantis.
No final da década de 1950, Neide apresentou o programa A Estrela é o Limite (uma espécie de competição entre crianças e adolescentes visando como prêmios brinquedos Estrela) e no inicio da década de 1960, o programa Encontro aos Domingos (onde apresentava desenhos dos estúdios Hanna-Barbera, inclusive a famosa série Os Flintstones), ambos na TV Tupi Rio de Janeiro. 
Ainda na década de 1960, como garota-propaganda, fez sucesso divulgando os produtos das Lojas Tonelux durante os Espetáculos Tonelux em sua trajetória pela TV Tupi canal 6, já que o programa passou por todos os canais do Rio de Janeiro.
Também na década de 1960, Neide Aparecida participou com destaque de alguns filmes populares tais como Os Três Cangaceiros, Os Cosmonautas e Adorável Trapalhão. 
Na década de 1980 e 1990, aparecia com frequência em quadros cômicos do programa Os Trapalhões. Aparentando ainda ser muito jovem, foi responsável pela campanha das Perucas Lady. Ainda na década de 1990 foi apresentadora de um programa da rede de TV CNT. 
Atualmente aposentada, Neide vive no Leblon, Rio de Janeiro.

## Filmografia

### Cinema
| Ano  | Título                     | Personagem             |
| ---- | -------------------------- | ---------------------- |
| 1959 | O Homem do Sputnik         | Dorinha                |
| 1961 | Os Três Cangaceiros        | Rosinha                |
| 1962 | Os Cosmonautas             | Crinidis, a alienígena |
| 1967 | Jerry - a Grande Parada    | Neide                  |
| 1967 | Adorável Trapalhão         | Lúcia                  |
| 1967 | Em Busca do Tesouro        | Neyde                  |
| 1968 | A Espiã Que Entrou em Fria | Sequestradora          |
| 1968 | Papai Trapalhão            | Margarida              |
| 1970 | Uma Garota em Maus Lençóis | Sônia                  |

### Televisão
| Ano       | Título               | Personagem            | Notas                                      |
| --------- | -------------------- | --------------------- | ------------------------------------------ |
| 1961-1964 | A Estrela É o Limite | Apresentadora         |                                            |
| 1962      | Grande Teatro Tupi   | —                     | Episódio: "Um Olhar na Estrada"            |
| 1963-1964 | Gira o Mundo Gira    | —                     |                                            |
| 1965      | Teatrinho Trol       | Branca de Neve        | Episódio: "Branca de Neve e os Sete Anões" |
| 1967      | A Hora Marcada       | Sílvia                |                                            |
| 1970      | E Nós, Aonde Vamos?  | Marisa                |                                            |
| 1972      | Balança Mas Não Cai  | Julieta, a Secretária |                                            |
| 1981      | Alegria 81           | —                     |                                            |
| 1985      | A Gata Comeu         | Enfermeira            |                                            |
| 1988      | Os Trapalhões        | Vários personagens    |                                            |
| 1997      | Programa 420 Minutos | Apresentadora         |                                            |